# Barrage de Poilão
Le barrage de Poilão (en portugais : Barragem de Poilão) est un barrage dans l’est de l'île de Santiago au Cap-Vert.

## Présentation
Le barrage de Poilão est situé dans la municipalité de São Lourenço dos Órgãos. 
Il retient le Ribeira Seca, le plus grand fleuve de l'île. 
Le réservoir, utilisé pour l'irrigation, s'étend entre les villages de Poilão et Levada.
Au nord du réservoir se trouve la route nationale EN1-ST03 qui relie João Teves à Achada Fazenda.
La route EN3-ST11 relie la EN1-ST01 au Barrage de Poilão en passant par Achada Banana.
En 2025, le barrage est complètement à sec, à la suite d'une période de sècheresse qui a commencé en 2018.